# Edwin Jacob
Edwin Ellis Jacob (Kensington, 10 de abril de 1878 — 3 de dezembro de 1964) foi um velejador britânico, medalhista olímpico. Ele competiu nos Jogos Olímpicos de Verão de 1924 na classe 8 Metre e conquistou a medalha de prata na disputa realizada a bordo do Emily com Ernest Roney, Harold Fowler, Thomas Riggs e Walter Riggs.